# E-M-F Company

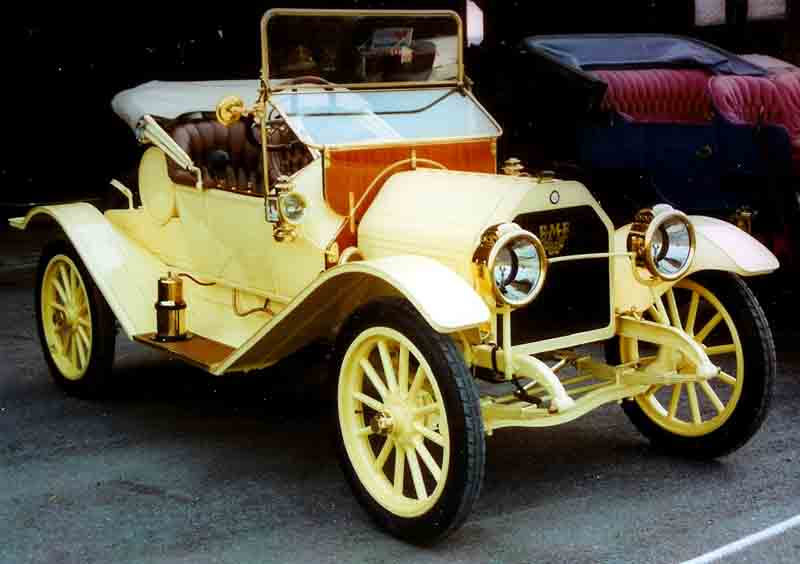
Una E.M.F. Modello 30 Roadster del 1912

La E-M-F Company è stata una Casa automobilistica statunitense attiva tra il 1909 e il 1912.
La sigla E-M-F nel nome derivava dalle iniziali del cognome dei tre fondatori, Byron Everitt, William Metzger e Walter Flanders. Tutti e tre avevano già esperienza nel campo automobilistico. Everitt era un costruttore di carrozzerie di Detroit, Metzger ebbe un'importante esperienza in Cadillac mentre Flanders lavorò in Ford.

## I tre fondatori

### Byron Everitt
Byron Everitt nacque nel 1872 a Ridgetown, nell'Ontario, in Canada. Iniziò ad imparare a fabbricare carri a Chatham-Kent, attività che continuò fino ai primi anni novanta quando lavorò anche per Hugh Johnson a Detroit.
Con l'avvento delle prime automobili, nel 1899 fondò una propria società che produceva carrozzerie, con ordini provenienti da Ransom Olds e da Henry Ford. Nel 1904 la prima auto da lui assemblata fu chiamata Wayne. Dopo la fondazione della E-M-F Company, un modello che portò il suo nome fu la “Everitt”, prodotta dal 1909 al 1912

### William Metzger
William Metzger nacque nel 1868 a Peru, nell'Illinois. Fu uno dei primi venditori di automobili ed alla fine del XIX secolo stabilì a Detroit uno dei primi concessionari d’auto degli Stati Uniti d'America. Fu poi una figura chiave dell'Association of Licensed Automobile Manufacturers, e promosse le prime gare a Grosse Pointe. Nel 1902 si affiliò alla Northern Motor Car Company, e nello stesso anno contribuì ad organizzare la Cadillac prima di essere coinvolto, prendendo ordinativi, nel Salone dell'automobile di New York l'anno successivo.

### Walter Flanders
Walter Flanders nacque nel 1871 a Rutland, villaggio del Vermont. La sua carriera lavorativa cominciò come manutentore su macchine da cucire alla
Singer. Dopo questa esperienza, alla fine degli anni novanta, iniziò ad occuparsi di macchine utensili generiche in associazione con Thomas Walburn a Cleveland. Un ordine proveniente da Henry Ford alla sua società per un migliaio di alberi a gomiti fu pienamente soddisfatto, e ciò impressionò l'imprenditore automobilistico. Così all'inizio del XX secolo Flanders fu assunto insieme a Walburn alla Ford, negli stabilimenti Piquette Plant. Divenne poi il direttore di questo sito produttivo, lavorando con Peter Edmund Martin e Charles Emil Sorensen, futuri manager della compagnia. Flanders fu rimpiazzato da questi ultimi quando diede le dimissioni dalla Ford il 21 aprile 1908.
I pregi di Flanders stavano nell'impostare ed effettuare procedure mirate all'ottimizzazione dei tempi di produzione nell'impianto, dove gli ingegneri svilupparono la Ford T nel 1907. Quest'ultima entrò in produzione nel 1908 e, per far fronte ai rilevanti ordinativi, la Ford inventò per questa vettura la catena di montaggio nel 1910.

## Le automobili
La E-M-F produceva diversi modelli con un proprio design e con una propria progettazione a monte, ma la vendita era affidata ai rivenditori di carri della Studebaker.
I veicoli E-M-F erano però conosciuti per la loro scarsa qualità. I detrattori coniarono una serie di slogan, che richiamavano la sigla nel nome della Casa automobilistica, tipo "Every Morning Fix-it", "Every Mechanical Fault", e "Every Miss Fire" (“ogni mattina da aggiustare”, “ogni problema meccanico” e “ogni mancata accensione”). Le divisioni ed i litigi interni tra i fondatori non aiutarono poi la risoluzione dei problemi. Everitt and Metger lasciarono la compagnia nel 1909.
Il presidente della Studebaker, Frederick Samuel Fish (genero di John Studebaker), era scontento della scarsa qualità delle E-M-F e della mancanza di un management deciso nell'azienda. Nel 1910 ottenne quindi il controllo del bilancio e degli impianti produttivi di Detroit e di Walkerville. Per rimediare ai danni fatti dalla E-M-F, la Studebaker provvide a pagare meccanici per visitare ogni cliente insoddisfatto, e sostituire le parti difettose dei loro veicoli: questa operazione costò alla compagnia 1 milione di dollari. Il marchio E-M-F continuò anche nel 1912 con l'influenza della Studebaker sempre più imperante. Nel 1913 il nome E-M-F fu definitivamente sostituito da quello della Studebaker.
Problemi a parte, i veicoli E-M-F furono venduti bene in un mercato in crescita. Nel 1909 la E-M-F si piazzò quarta (con 7.960 esemplari) nella classifica delle Case automobilistiche che vendettero più modelli nel mercato statunitense, dietro alla Ford, alla Buick e alla Maxwell, con la Cadillac quinta. Nel 1910 l'azienda costruì 15.020 veicoli, e fu ancora quarta dietro la Ford, Buick, e la Overland. Nel 1911 la E-M-F si piazzò seconda con 26.827 esemplari fabbricati. Secondo alcuni autori, la Studebaker rese solida la gamma automobilistica offerta all'epoca, comprando la E-M-F nel 1910 ad un prezzo decisamente basso. Comunque, la produzione della E-M-F fu sostenuta dalle ingenti risorse finanziarie della Studebaker, e le vendite furono largamente dipendenti dalla reputazione e dalla rete commerciale della stessa.
Flanders fu protagonista di un'altra avventura imprenditoriale a capo della Flanders Automobile Company, che ebbe vita breve e produsse veicoli basati su quelli della E-M-F. Nel 1912, con il marchio E.M.F. FLANDERS, le vetture furono proposte anche sul mercato italiano, in una gamma completa ed economica che comprendeva il modello "20 HP" con carrozzeria torpedo a 2 e 4 posti, rispettivamente al prezzo di Lire 5.500 e 5.800, il modello "30 HP" con carrozzeria torpedo a 5 posti, al prezzo di lire 7.500 e il "Furgoncino" completo di carrozzeria, al prezzo di Lire 6.200. L'agenzia generale fu impiantata a Genova e la casa concedeva sugli automezzi una garanzia di 19 mesi. La compagnia di Flanders fu in seguito assorbita dalla Maxwell, che la riorganizzò nella United States Motor Company nel 1913.
Il 20 giugno 2005 gli ex-stabilimenti della E-M-F a Detroit presero fuoco, e dopo poche ore furono completamente distrutti. L'incendio arrivò fin quasi allo stabilimento Ford dove Henry Ford costruì la prima Ford T.